# 岡山智樹
岡山 智樹（おかやま ともき、1996年12月13日 - ）は、日本の俳優。
宮崎県出身。

## 略歴
2009年、『アタシんちの男子』（フジテレビ系）で六男役に抜擢された。

## 出演

### テレビドラマ
- 東京少女岡本杏理 第1話「川の匂い」（2008年8月期、BS-TBS） - ケン 役
- 歌のおにいさん 第4話（2009年2月13日、テレビ朝日） - 立川大吾 役
- アタシんちの男子（2009年4月 - 6月、フジテレビ） - 大蔵明 役
- 初恋クロニクル（2010年3月13日、BSフジ） - 鈴木万年 役
- 花ざかりの君たちへ〜イケメン☆パラダイス〜2011（2011年7月 - 9月、フジテレビ） - 門真将太郎 役
- スペシャルドラマ『リーガル・ハイ』（2013年4月13日、フジテレビ） - 青山瞬 役
- 幽かな彼女（2013年4月 - 6月、関西テレビ） - 皆川隆雄 役
- 斉藤さん2（2013年7月 - 9月、日本テレビ） - 椎原直人 役
- 月曜ゴールデン『新・示談交渉人 裏ファイル3』（2014年4月21日、TBS） - 尾沢翔太 役
- 家族狩り（2014年7月期、TBS） - 馬見原勲男 役

### 映画
- 人間失格（2010年） - 葉蔵（少年期） 役
- 矢島美容室 THE MOVIE 〜夢をつかまネバダ〜（2010年） - トム 役
- 恋するナポリタン 〜世界で一番美味しい愛され方〜（2010年） - 田中武（幼少期） 役
- 大地の詩 -留岡幸助物語-（2011年4月9日公開） - 藤原義江 役
- 忍たま乱太郎（2011年7月23日公開） - 平滝夜叉丸 役
- 女子ーズ（2014年6月7日公開） - 学生 役

### ネットドラマ
- bump.y 第8、10話（2009年10月6日 - 12月22日配信）

### 舞台
- エブリ リトル シング '09（2009年8月10日 - 16日、天王洲銀河劇場）
- 嗚呼、田原坂（嗚呼、田原坂（2010年4月1日 - 12日、明治座）
- 一騎当千（2012年11月30日 - 12月9日、博品館劇場）
- 一週間フレンズ。（2014年11月14日 - 24日、CBGKシブゲキ!!） - 主演 長谷祐樹 役[1]

### CM
- NEXON メイプルストーリー（2010年）